# Bystřice (vattendrag i Tjeckien, Hradec Králové, lat 50,14, long 15,46)
Bystřice är ett vattendrag i Tjeckien.   Det ligger i regionen Hradec Králové, i den centrala delen av landet, 70 km öster om huvudstaden Prag.